# Gaizka Campos
Gaizka Campos Bahillo (Baracaldo, Vizcaya, 16 de mayo de 1997) es un futbolista español que juega de portero y su equipo es el Barakaldo C. F. de la Primera Federación.

## Trayectoria
Gaizka se formó en la cantera del Barakaldo C. F. desde categoría alevín, cuando tenía nueve años. En 2011 se marchó a la cantera del Retuerto Sport, club de la misma localidad, debutando con el primer equipo en División de Honor en la temporada 2015-16. En enero de 2016 regresó al Barakaldo C. F. para jugar en su equipo juvenil.
De cara a la temporada 2016-17 promocionó al primer equipo gualdinegro. El 19 de febrero de 2017 debutó con el Barakaldo, en Segunda B, en un triunfo por 2 a 1 frente al Arenas de Getxo. Desde Jon Ander Serantes, en 2010, no había debutado ningún guardameta formado en el club fabril.
En julio de 2017 firmó un contrato de tres temporadas con el C. D. Numancia de Segunda División. En su primera campaña en el club, jugó con el filial en Tercera División e hizo las funciones de tercer portero del cuadro soriano. En la temporada 2018-19 se estableció como guardameta del primer equipo. En dicha campaña actuó en tres encuentros, dos en Liga y uno en Copa, siendo su debut frente al Sporting de Gijón en Copa del Rey.
El 5 de julio de 2019 se marchó al Real Valladolid Promesas de Segunda B. El 28 de septiembre debutó con el filial blanquivioleta en un encuentro frente a la S. D. Amorebieta, en el que detuvo un penalti. En dos temporadas jugó veintiocho encuentros con el filial y acudió a una convocatoria del primer equipo.
El 7 de julio de 2021 firmó un contrato de cuatro temporadas con el Celta de Vigo para jugar en su filial. Fue titular indiscutible en Primera Federación, jugando 32 encuentros.
El 6 de julio de 2022 se anunció su incorporación al Real Zaragoza. Sin embargo, el club maño canceló su fichaje pocas horas después a raíz de un polémico ‘tuit’, publicado en mayo de 2013, durante el transcurso del partido entre el Zaragoza y el Athletic Club. En dicho tuit, Gaizka celebró el gol del conjunto vasco, club del que es reconocido seguidor, a la vez que mostró la poca simpatía que sentía por el Zaragoza. El portero hizo públicas sus disculpas en la mañana siguiente. Finalmente, en mayo de 2024, el club maño fue condenado a pagar 30 000 € al portero vasco como indemnización.
El 19 de julio de 2022 firmó por el Club de Fútbol Intercity. En agosto de 2024, tras una campaña en Alicante como titular, fichó por la S. D. Amorebieta. Con ella disputó veinte encuentros en la Primera Federación y en julio de 2025 volvió al Barakaldo C. F.

## Clubes
Actualizado al último partido disputado el 5 de octubre de 2024
| Club                     | País          | Año           | Partidos |
| ------------------------ | ------------- | ------------- | -------- |
| Retuerto Sport           | España        | 2015-2016     |          |
| Barakaldo C. F.          | España        | 2016-2017     | 10       |
| C. D. Numancia "B"       | España        | 2017-2018     | 29       |
| C. D. Numancia           | España        | 2018-2019     | 3        |
| Real Valladolid Promesas | España        | 2019-2021     | 28       |
| R. C. Celta de Vigo "B"  | España        | 2021-2022     | 32       |
| C. F. Intercity          | España        | 2022-2024     | 37       |
| S. D. Amorebieta         | España        | 2024-2025     | 4        |
| Barakaldo C. F.          | España        | 2025-act.     |          |
| Total carrera            | Total carrera | Total carrera | 143      |